# Ponta de São Lourenço
Die Ponta de São Lourenço (deutsch „Sankt-Lorenz-Spitze“) ist ein Kap und Naturschutzgebiet auf der Insel Madeira. Es gehört zum Gebiet der Gemeinde Caniçal im Kreis Machico und umfasst die östlichste Spitze Madeiras, zwei vorgelagerte Inseln (Ilhéu da Cevada und Ilhéu do Farol) und kleinere Felsen im Atlantik.

## Geologie und Geographie

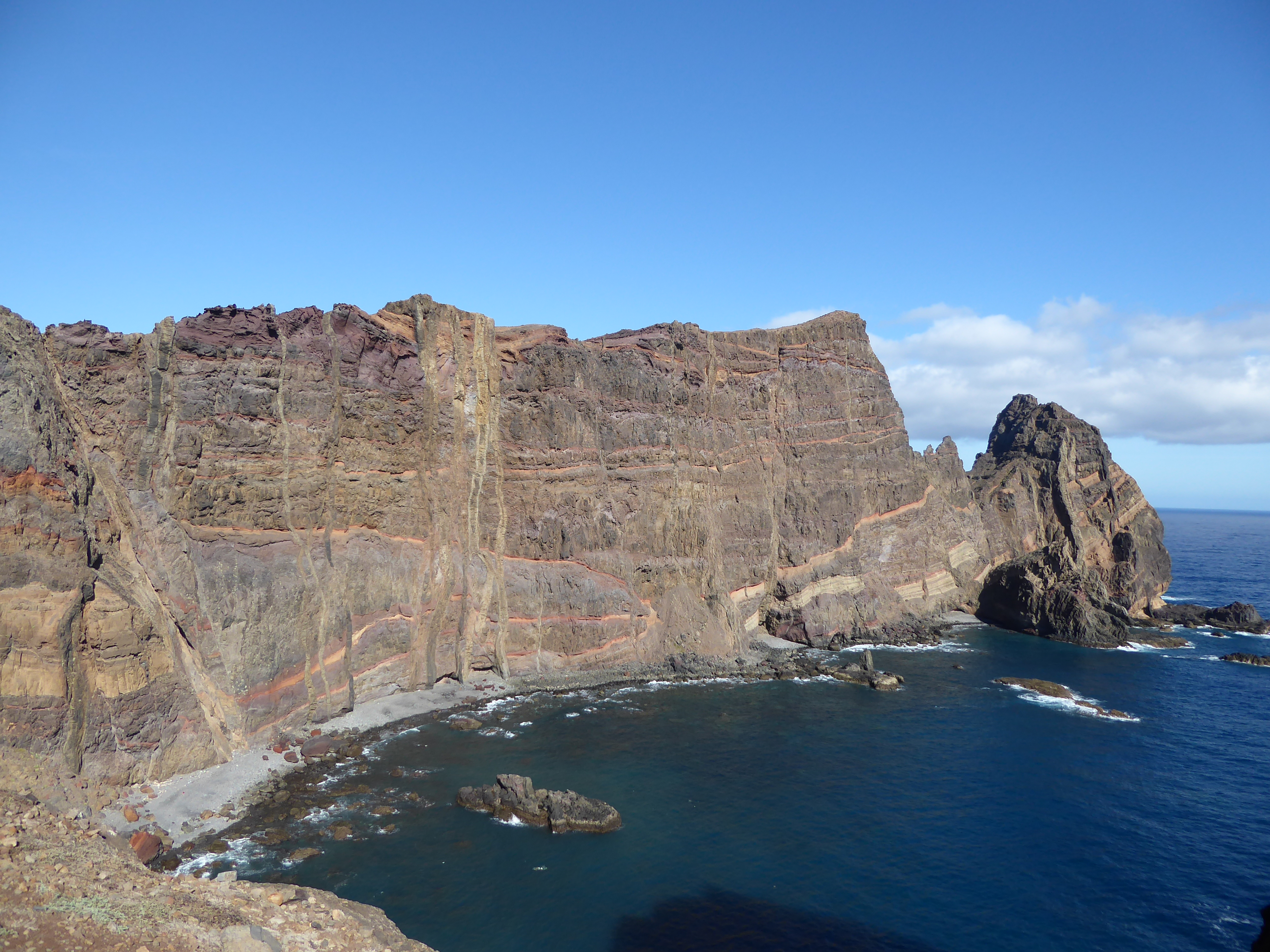
Trachytgänge im Tuffgestein

Wie ganz Madeira ist die Ponta de São Lourenço vulkanischen Ursprungs. Sie besteht aus dunklem Trachyt und hellem oder rötlichem Tuff. An einigen Stellen führen Trachytgänge fast senkrecht nach oben; hier haben sich Risse im Gestein von unten mit Magma gefüllt. An der Nordküste der Halbinsel sind durch Erosion steile Klippen entstanden, die Südseite fällt etwas sanfter ab. Die höchsten Erhebungen auf der Landspitze sind der Pico do Furado (150 m) und die Piedras Brancas (163 m).
Auf der Südseite der Halbinsel steht eine Holzhütte für Vogelbeobachtungen.
Ganz im Osten, auf der Ilhéu do Farol, wurde 1870 ein Leuchtturm in Betrieb genommen. Er wird als Farol da Ponta de São Lourenço bezeichnet und ist der älteste Leuchtturm Madeiras. Von ihm leitet sich der Name der kleinen Insel ab (Ilhéu do Farol = Leuchtturminsel).
2007 wurden auf der Halbinsel sechs Windkraftanlagen errichtet. In der Bucht auf der Südseite wird eine Fischfarm betrieben.

## Flora und Fauna
Die Ponta de São Lourenço wurde 1982 zum Naturreservat erklärt und später nach der Fauna-Flora-Habitat-Richtlinie ins Natura-2000-Netz der Europäischen Union aufgenommen. Sie ist Teil des Parque Natural da Madeira und zählt zu den acht Important Bird Areas der Region.
Im Gegensatz zum Inselinneren Madeiras ist die Ponta de São Lourenço niederschlagsarm und weitgehend baumlos. Neben Gräsern wachsen hier Sukkulenten, Milchfleckdisteln und Madeira-Hornklee. Zu den endemischen Pflanzen, die auf der Ponta de São Lourenço zu finden sind, gehören auch der Prächtige Natternkopf (Echium nervosum) und die Madeira-Levkoje (Matthiola maderensis). Auf das Gebiet der Halbinsel beschränkt ist eine endemische Strohblumenart (Helichrysum devium).

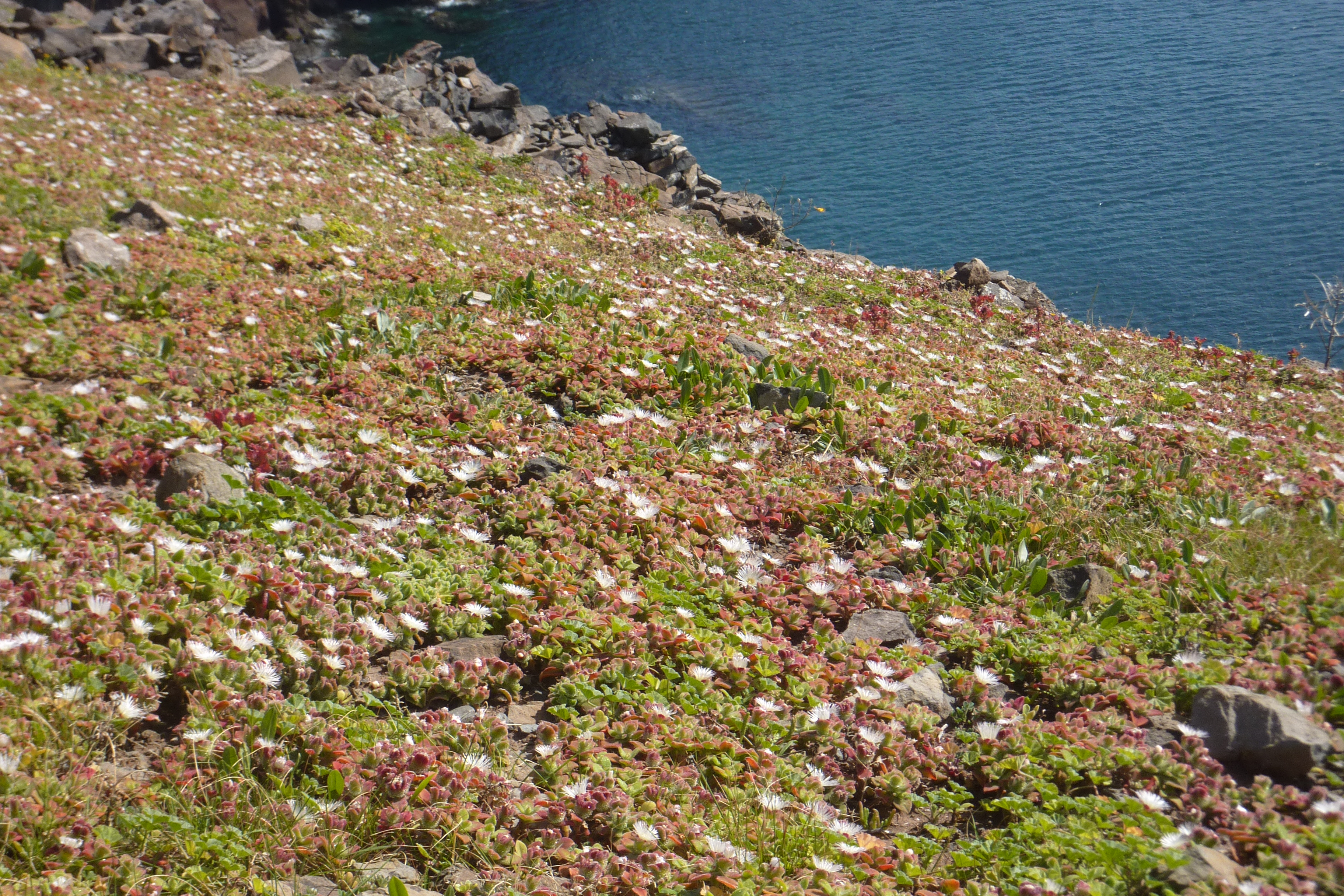
Blühendes Eiskraut
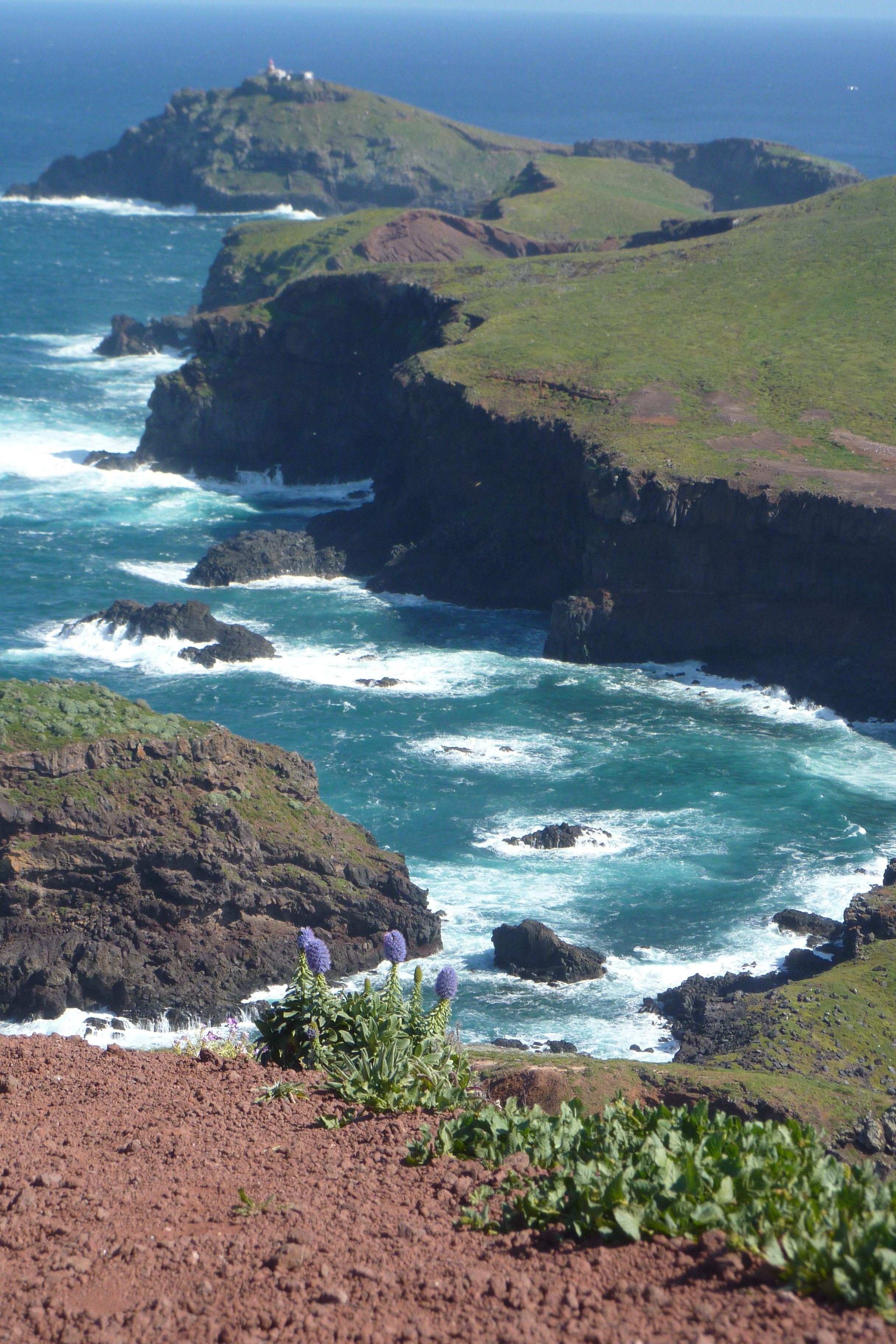
Prächtiger Natternkopf
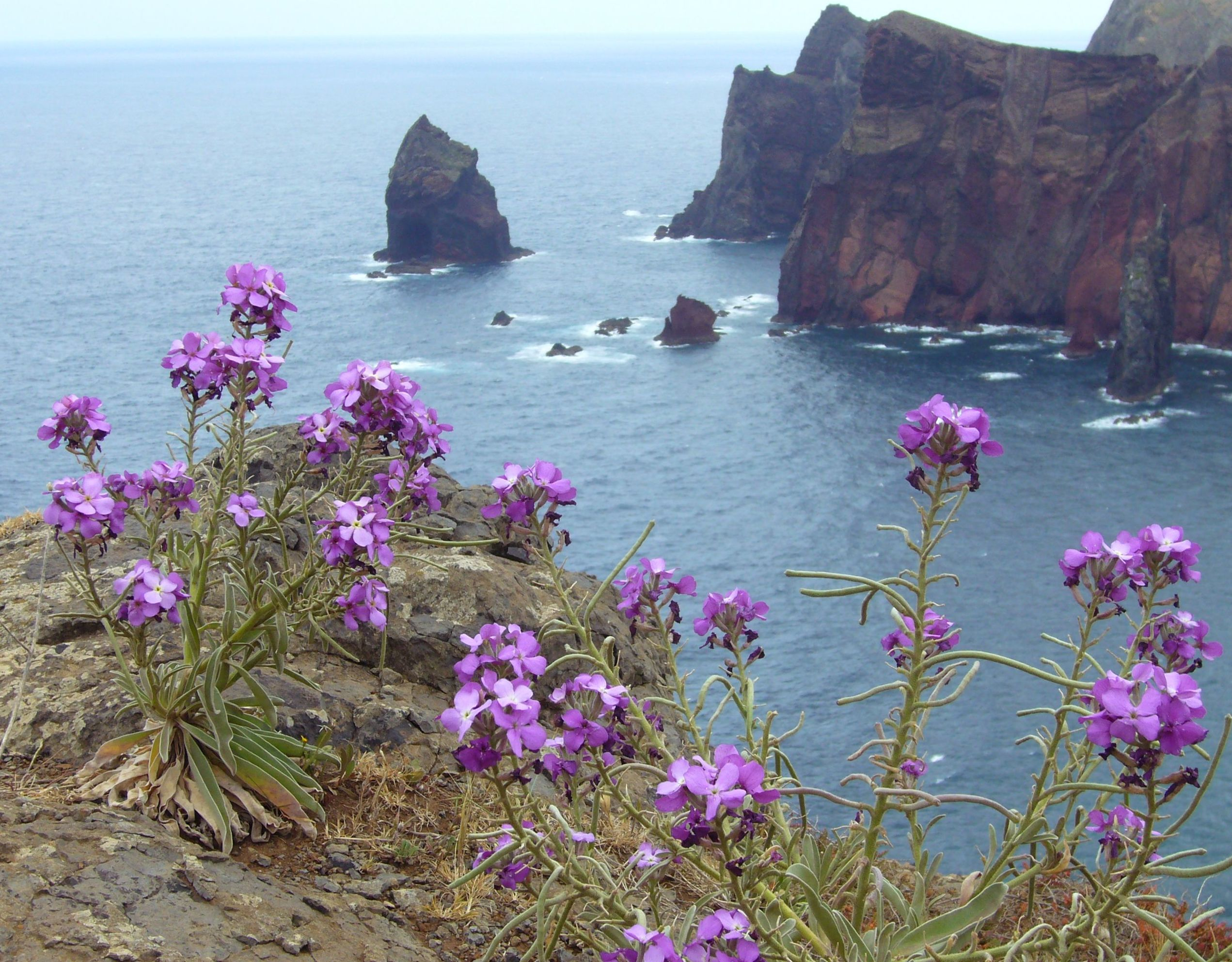
Madeira-Levkoje
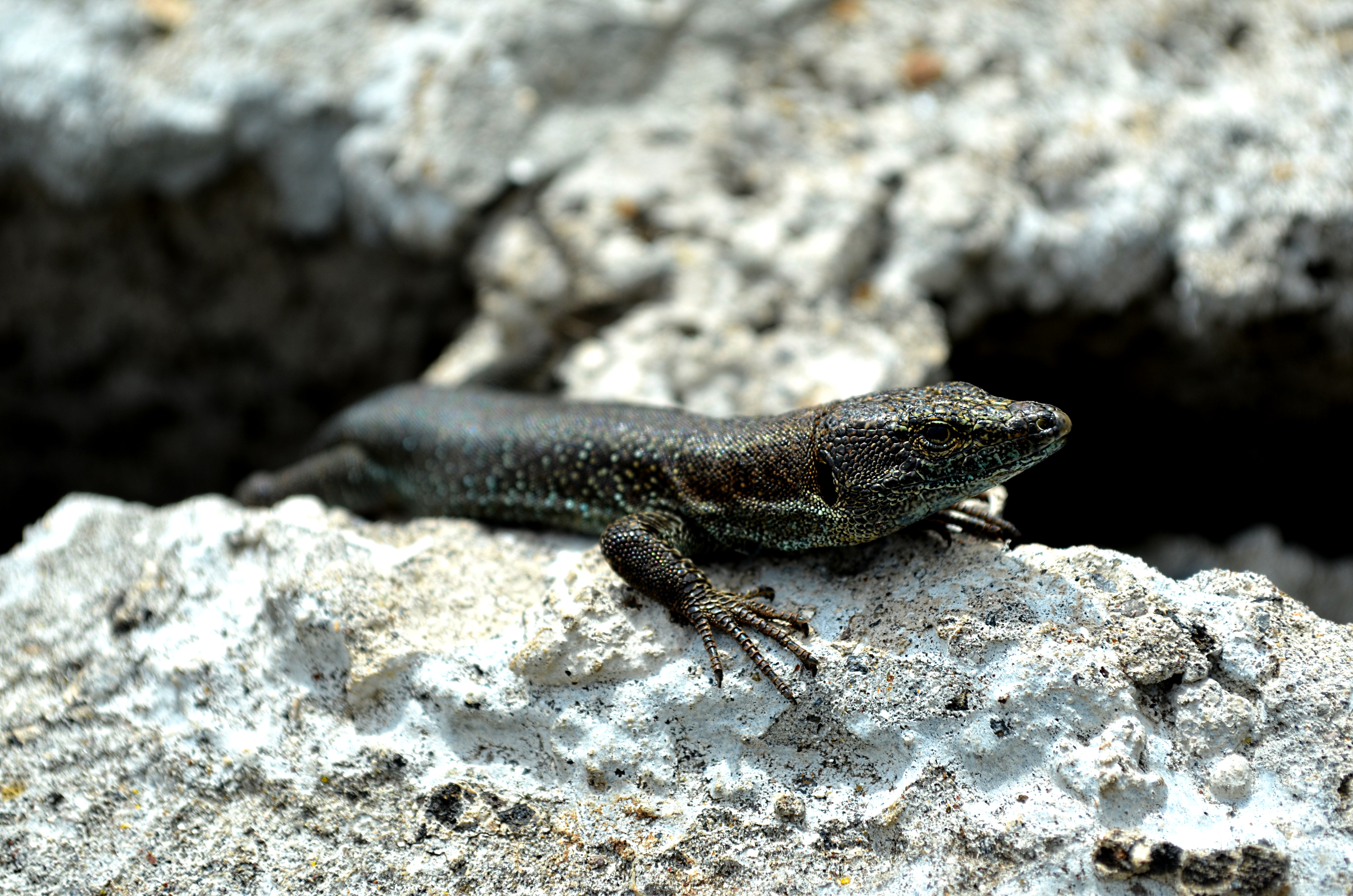
Madeira-Eidechse

Madeira-Eidechsen (Teira dugesii) kommen auf der Ponta de São Lourenço häufig vor. Darüber hinaus ist die Halbinsel Lebensraum des Kanarenpiepers, des Barolo-Sturmtauchers (Puffinus baroli, galt früher als Unterart des Kleinen Sturmtauchers) und des Monarchfalters.

## Tourismus

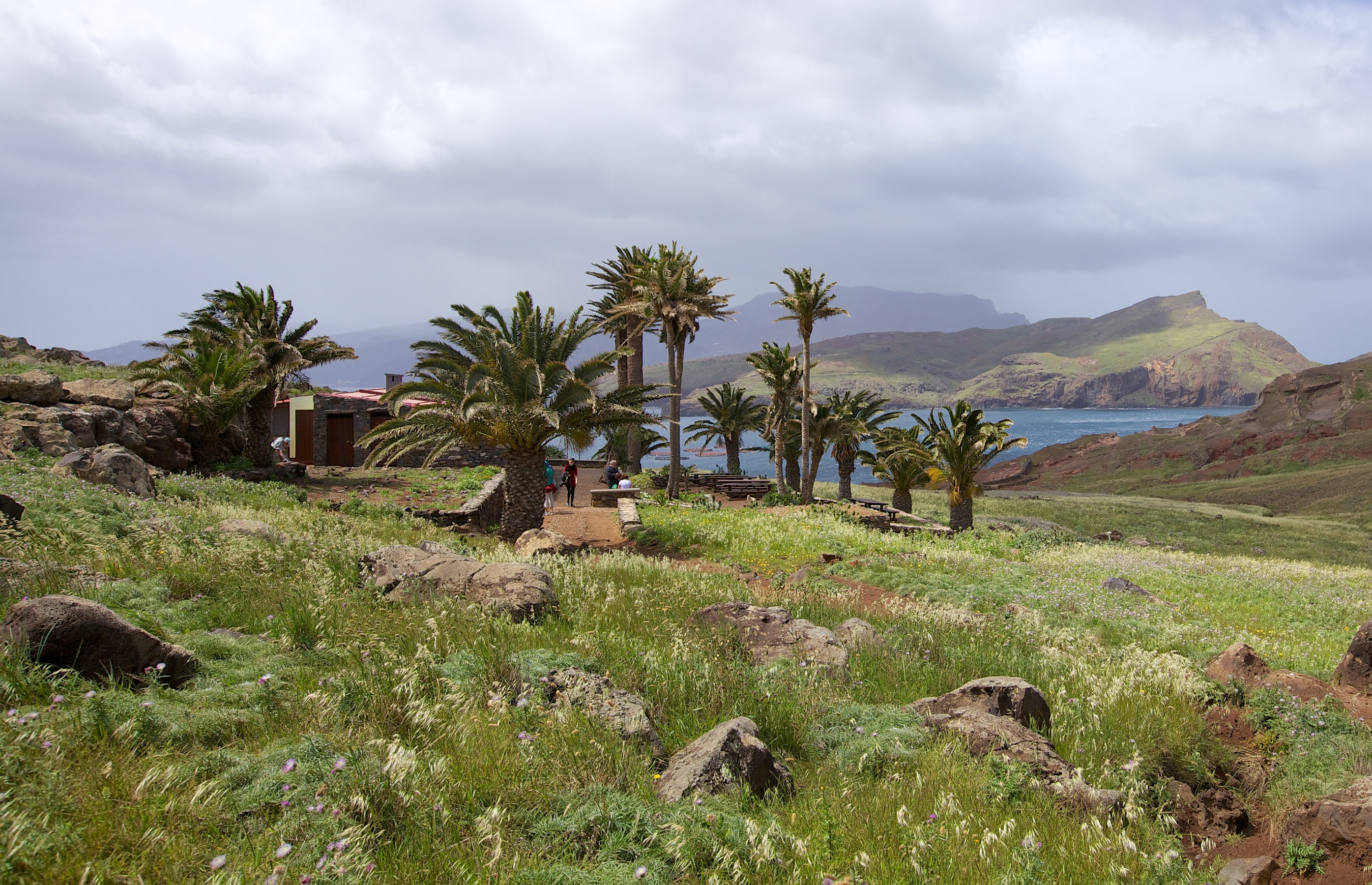
Casa do Sardinha

Die Halbinsel São Lourenço gehört zu den am meisten frequentierten Wanderzielen Madeiras. Seit 2023 bedarf es einer Zugangserlaubnis, die vor Ort gegen eine kleine Gebühr beantragt werden kann. Vom großen Parkplatz oberhalb der Baía d'Abra führt ein gut ausgebauter Wanderpfad ans östliche Ende der Hauptinsel bis zum Gipfel des Pico do Furado (hin und zurück drei Stunden). Der Wanderpfad besteht aus Fels- und Schotterwegen, die an einigen Stellen durch Holzstege ergänzt werden. Er führt über Steintreppen auf und ab, dabei sind insgesamt (Hin- und Rückweg) etwa 300 Höhenmeter zu bewältigen.
Ein ehemaliges Bauernhaus, die Casa do Sardinha, dient jetzt als Besucherzentrum der Ponta de São Lourenço. Es beherbergt eine von der Naturschutzbehörde eingerichtete Ausstellung zur Halbinsel und ein Café, davor befinden sich Picknickbänke. Palmen spenden dort Schatten.
Nur wenige Meter weiter im Südosten vor der südöstlichen Spitze der Ponta de São Lourenço  erhebt sich die Ilhéu da Cevada (auch als Ilhéu de Agostinho bezeichnet), an die sich die Ilhéu do Farol (auch als Ilhéu de Fora bezeichnet) anschließt. Beide Inseln sind nicht für Besucher zugänglich.